# Aschberg (Iffeldorf)
Aschberg (auch Aßberg oder Assberg) ist ein ehemaliger Ortsteil von Iffeldorf im oberbayerischen Landkreis Weilheim-Schongau. Die Einöde lag etwa 2 Kilometer nordöstlich vom Iffeldorfer Ortskern im Bereich der Waldstraße im heutigen Ortsteil Untereurach.

## Geschichte
Über Aschberg ist wenig bekannt. Das dortige Anwesen erwarb Hugo von Maffei, der Betreiber des nahegelegenen Guts Staltach, im Jahr 1884. Es wurde abgerissen und an seiner Stelle eine neue Straße angelegt, die zugehörigen Gründe wurden aufgeforstet.
| Jahr | Einwohner | Gebäude |
| ---- | --------- | ------- |
| 1864 | 5         |         |
| 1871 | 4         | 2       |
| 1875 | 8         |         |